# Wendilgarda liliwensis
Wendilgarda liliwensis är en spindelart som beskrevs av Alberto Barrion och James A. Litsinger 1995. Wendilgarda liliwensis ingår i släktet Wendilgarda och familjen strålspindlar.
Artens utbredningsområde är Filippinerna. Inga underarter finns listade i Catalogue of Life.